# Indumentària tradicional del País Valencià
La indumentària tradicional del País Valencià varia segons la zona i la ciutat.

## Indumentària femenina
El vestit tradicional de dona valenciana, mal denominat vestit de fallera, ja que en realitat s'utilitzava abans d'aparéixer les falles com a festa, té una llarga tradició en la història. Va aparéixer al segle xviii i va començar sent un vestit de treball de les llauradores valencianes, però amb el pas del temps es va transformar i va derivar en una indumentària més elegant que s'usava en ocasions especials. En definitiva, el vestit de fallera actual és el vestit de festa que usaven les valencianes segles enrere. Entre les seues variants trobem el vestit del segle xviii, més afrancesat; els de coteta i el sorgit al segle xix, denominat de farolet per les seues mànegues amb forma de fanal. En els cabells, la dona pot portar un monyo o tres (tres monyos en el cas del del segle xix). En la part posterior del cap se'n porta un més gran, mentre que al pols se'n porten dos més menuts, els rodets. Els monyos s'agafen amb agulles passadores i s'adornen amb les pintes, la pinta per al monyo posterior i els rascamonyos per als rodets.

## Indumentària masculina
Mentre que la vestimenta tradicional masculina és el vestit de saragüell, el qual apareix sota la denominació sarawil en textos musulmans andalusins del segle x. Aquest vestit es col·loca directament sobre el cos i sobre ell es poden col·locar o no altres peces. El teixit d'aquesta vestimenta és el llenç per als dies de treball, i en els festius es cobreix amb uns segons calçons de llana o seda, coneguts com a fredolic. Altra de les vestimentes masculines tradicionals és el vestit de torrentí, el qual es caracteritza per tindre uns pantalons més cenyits a la cama i un xopetí, una espècie de jupetí i/o jaqueta. Al cap, l'home sol portar un mocador, una còfia o un casquet, aquests últims fets de punt de ganxo, els quals es complementen amb diferents capells i barrets, com la rodina, el cossiol o la montera.